# U.S. Pro Tennis Championships 1977
Lo U.S. Pro Tennis Championships 1977  è stato un torneo di tennis giocato sulla terra rossa. È stata la 50ª edizione del torneo, che fa parte del Colgate-Palmolive Grand Prix 1977. Il torneo si è giocato al Longwood Cricket Club di Boston negli USA, dal 23 al 29 agosto 1977.

## Partecipanti

### Teste di serie
| Nazionalità | Giocatore       | Ranking | Testa di serie |
| ----------- | --------------- | ------- | -------------- |
| Stati Uniti | Jimmy Connors   | 1       | 1              |
| Stati Uniti | Brian Gottfried | 3       | 2              |
| Stati Uniti | Roscoe Tanner   | 9       |                |
| Stati Uniti | Eddie Dibbs     | 10      |                |
| Stati Uniti | Dick Stockton   | 11      |                |
| Polonia     | Wojciech Fibak  | 12      |                |
| Regno Unito | Mark Cox        | 14      |                |
| Stati Uniti | Stan Smith      | 15      |                |

### Altri partecipanti
I seguenti giocatori sono passati dalle qualificazioni:

- Paul McNamee
- Alvaro Betancur
- John James
- Ramiro Benavides
- Christophe Roger Vasselin

## Campioni

### Singolare maschile
Manuel Orantes ha battuto in finale  Eddie Dibbs con il punteggio di 7–6, 7–5, 6–4

### Doppio maschile
Brian Gottfried /  Bob Hewitt hanno battuto in finale  Onny Parun /  Ken Rosewall con il punteggio di 6–2, 7–5